# Суперкубок України з волейболу серед жінок 2019
Суперкубок України серед жіночих волейбольних команд відбувся 9 листопада 2019 року в Палаці спорту (Черкаси). Южненський «Хімік» у трьох сетах переміг запорізьку «Орбіту».

## Матч
| 9 листопада 2019 |

| «Хімік» | 3 – 0 (25-20, 25-21, 25-16) | «Орбіта» |
| ------- | --------------------------- | -------- |
|         |                             |          |

| Палац спорту (Черкаси) Глядачів: 530 Арбітр: Скібіцький (Львів), Гулька (Тернопіль) |

«Хімік»: Дарія Степановська (набрала 1 очко), Юлія Бойко (15), Анастасія Маєвська (8), Ольга Скрипак (4), Тетяна Козлова (12), Катерина Фролова (3); Кристина Нємцева (л), Євгенія Хобер (3), Дар'я Великоконь (6), Оксана Яковчук (3), Юлія Микитюк. Тренер — Євген Ніколаєв.
«Орбіта»: Олена Грицуняк (5), Анна Харчинська (9), Ксенія Пугач (4), Вікторія Савченко (12), Поліна Пасс (7), Лідія Лучко (7); Вікторія Ніколайчук (л), Наталія Луханіна. Тренер — Ірина Комісарова.
- Тривалість матчу: 73 хвилини (24+27+22).
- Найкращі гравці (за версією Федерації волейболу України): Бойко — Савченко.